# Raionul Ovidiopol
Raionul Ovidiopol (în ucraineană Овідіопольський район) este unul din cele 26 raioane administrative din regiunea Odesa din Ucraina, cu reședința în orașul Ovidiopol. A fost înființat pe 1924 fiind atunci inclus în componența RSS Ucrainene. Începând din anul 1991, acest raion face parte din Ucraina independentă.

## Geografie
Raionul se învecineazǎ cu raionul Biliaivka în nord și centrul regionional, Odesa în nord-est, dinspre sud raionul este mărginit de Marea Neagră și de Limanul Nistrului în sud-vest. Este situat în câmpia Mării Negre (altitudinile maxime variază între 0 – 50 m), din care cauză relieful raionului este unul nivelat, prielnic pentru agricultură.
Clima temperat-continentalǎ este specifică raionului cu o temperatură medie a lunii ianuarie de -2.9 °C, a lunii iulie +20.2 °C, temperatura medie anualǎ +9.7 °C.

## Demografie
Componența lingvistică a raionului Ovidiopol
     Ucraineană (69,64%)
     Rusă (27,76%)
     Alte limbi (1,77%)
Conform recensământului din 2001, majoritatea populației raionului Ovidiopol era vorbitoare de ucraineană (69,64%), existând în minoritate și vorbitori de rusă (27,76%).
La 1 octombrie 2011 populația raionului era de 71,705 persoane. În total există 26 de așezări.
Potrivit recensământului ucrainean din 2001, populația raionului era de 60,308 locuitori. Structura etnică este următoarea::
| Grup etnic            | Populație | % Procentaj |
| --------------------- | --------- | ----------- |
| Ucraineni             | 47,400    | 78.7%       |
| Ruși                  | 9,000     | 15.0%       |
| Moldoveni (declarați) | 1,100     | 1.8%        |
| Bulgari               | 700       | 1.0%        |
| Belaruși              | 500       | 0.8%        |
| Germani               | 400       | 0.6%        |
| Armeni                | 300       | 0.5%        |
| Găgăuzi               | 200       | 0.3%        |
| Polonezi              | 100       | 0.2%        |